# Enoteca del cerro San Cristóbal
La Enoteca del cerro San Cristóbal es una construcción ubicada al interior del Parque Metropolitano de Santiago, edificada en 1971 para albergar una colección de vinos chilenos y desarrollar un museo relacionado con la industria vitivinícola nacional. Actualmente funciona en su interior el restaurante «Vista Santiago».

## Historia
El proyecto fue presentado oficialmente en julio de 1971 por el Ministerio de Agricultura y la Asociación de Exportadores y Embotelladores de Vino, y se estableció su construcción en el sector Tupahue del Parque Metropolitano de Santiago; la idea de construir una enoteca habría surgido de parte de Jacques Chonchol, ministro de Agricultura, durante un viaje a Europa. Para su construcción se invirtieron 6 millones de escudos.
El edificio fue diseñado por los arquitectos Gonzalo Asenjo y Federico Guevara, con una superficie proyectada de 1200 m² y dos naves principales: el primero contenía un zócalo, una sala para degustaciones, otra para exposiciones y oficinas de ventas, mientras que la segunda nave albergaría un restaurante con capacidad para 120 personas, destinado a servir principalmente platos relacionados al vino y preparación de cócteles de pisco. El edificio tendría en su colección muestras de vino y otros licores nacionales proporcionadas por las sociedades que formaban parte de la «Sociedad Enoteca Chilena Limitada» —constituida el 10 de septiembre de 1971—, que administraría el recinto:
| - Consorcio Vinícola de Chile - Cooperativa Agrícola Control Pisquero de Elqui - Cooperativa Agrícola Vitivinícola de Cauquenes - Cooperativa Agrícola Vitivinícola de Coelemu - Cooperativa Agrícola Vitivinícola de Linares - Cooperativa Agrícola Vitivinícola de Loncomilla - Cooperativa Agrícola Vitivinícola de Talca - Cooperativa Agrícola Vitivinícola de Yumbel - Cooperativa Agrícola y Vitivinícola de Ñuble - Cooperativa Vitivinícola Agrovit - José Cánepa y Cía. | - Licores Mitjans - Sociedad Cooperativa Vitivinícola de Curicó - Sociedad Cooperativa Vitivinícola de Quillón - Vinícola Tattersall Chile - Viña Concha y Toro - Viña Santa Carolina - Viña Santa Rita - Viña Santa Teresa - Viña Undurraga - Wagner Stein y Cía. |

La primera piedra de la Enoteca fue puesta por el presidente de Chile, Salvador Allende, el 21 de octubre de 1971, y el 2 de febrero de 1972 fueron inaugurados los tijerales de la construcción en un acto con la presencia de Allende y el ministro de Agricultura, Jacques Chonchol. La edificación, hecha por 200 obreros, fue realizada en aproximadamente cinco meses —considerado un tiempo récord según la prensa de la época— y entre sus características se encontraba el uso de revestimientos de piedra de la zona, barandas y farolas de fierro forjado, mientras que en los salones interiores se instalaron lámparas de bronce y alfombras rojas.
La Enoteca fue inaugurada el 16 de abril de 1972, en una ceremonia encabezada por la primera dama, Hortensia Bussi, y los ministros de Relaciones Exteriores (Clodomiro Almeyda), Agricultura (Jacques Chonchol) y Obras Públicas (Pascual Barraza), además de delegados de distintos países asistentes a la Conferencia de las Naciones Unidas sobre Comercio y Desarrollo (UNCTAD III) que se desarrollaba en Santiago durante aquellos días.
Dentro de la Enoteca existió el «Museo del Vino», que hacia 1981 albergaba alrededor de 300 variedades de vino y su director era Fernando Rabat. El restaurante fue administrado por la familia Rabat entre 1975 y 2013, periodo en el cual el espacio se denominó «Camino Real», al igual que el restaurante ubicado en la antigua Hostería La Pirámide y que fue incendiado en noviembre de 1980; en 2013 la concesión del restaurante ubicado en la Enoteca fue traspasada a Manuel Phillips, quien remodeló el lugar y lo renombró como «Vista Santiago».